# Ivica Drmić
Ivica Drmić (Vrilo kod Tomislavgrada, 22. siječnja 1962. – Velebit, 22. siječnja 1993.) bio je hrvatski branitelj tijekom Domovinskog rata i pripadnik postrojbi Specijalih jedinica policije PU zagrebačke. 

## Domovinski Rat
Ivica Drmić je u svim akcijama pokazivao iznimnu hrabrost, stručnost, požrtvovnost i odlučnost. 
Odlikovanja: Spomenica domovinskog rata, Red kneza Domagoja i Red Petra Zrinskog i Frana Krste Frankopana s pozlaćenim pleterom.
Poginuo je 1993. godine tijekom Operacija Maslenica na Velebitu pri okršaju duboko u neprijateljskom zaleđu.

## Vanjske poveznice
- Webstranica Udruge veterana specijalne policije Alfa  Arhivirana inačica izvorne stranice od 1. prosinca 2009. (Wayback Machine)